# Anne Ector Pleasant
Anne Ector Pleasant, née le 16 avril 1878 à Marshall et morte le 13 septembre 1934 à Shreveport, est une enseignante américaine et fondatrice de l'école privée Pleasant Hall de Shreveport qui a fonctionné pendant plus de cinquante ans. Entre 1916 et 1920, elle est la Première dame de Louisiane et, même si elle est favorable au droit de vote des femmes, elle ne soutient pas l'adoption du dix-neuvième amendement. Elle souhaite, en effet, que le droit de vote soit décidé au niveau de l'État plutôt qu'au niveau fédéral, pour empêcher le droit de vote des femmes noires. Elle est également célèbre pour s'être opposée publiquement à l'ex gouverneur de floride, Huey P. Long, élu sénateur, et l'avoir poursuivi en justice les deux dernières années de sa vie.

## Origine familiale
Anne Ector est née le 16 avril 1878 à Marshall au Texas. Son père est Matthew D. Ector,,, général de brigade dans l'armée des États confédérés, blessé lors de la campagne d'Atlanta en 1864. Après la guerre, il retourne au Texas où il devient juge. Au moment de sa mort en 1879, il présidait la Cour d'appel. Sa mère, originaire du Kentucky, élève Anne et ses frères et sœurs, Helen, Walker et William, après la mort de son mari. Anne Ector passe sa licence en 1899, à l'université Sam Houston.

## Carrière

### Première dame
Après avoir terminé ses études, elle enseigne au Texas jusqu'à son mariage le 14 février 1906 avec Ruffin Pleasant, qui est le procureur de la ville de Shreveport, en Louisiane. Après son mariage, Anne Pleasant a été active dans le mouvement des clubs de femmes, en tant que présidente de la Fédération des clubs de femmes du district. Lors de la nomination de son mari comme procureur général adjoint en 1911, le couple à déménage à la Nouvelle-Orléans. En 1916, son mari est élu gouverneur de la Louisiane, elle devient donc Première dame de cet état. Anne Pleasant s'engage alors dans le mouvement pour le suffrage des femmes. Toutefois, même si elle est en faveur du droit de vote des femmes, elle ne soutient pas l'adoption du dix-neuvième amendement à la Constitution des États-Unis, estimant que les États, plutôt que le gouvernement fédéral, devraient déterminer qui a le droit de voter. Son objectif est d'exclure les femmes noires du suffrage.

### Enseignante
En 1920, Anne et son mari retournent à Shreveport. Alors qu'elle donnait jusqu'à présent des cours particuliers à des élèves chez elle, elle ouvre Pleasant Hall, une école primaire privée. Son établissement se concentre sur les apprentissages fondamentaux en lecture, écriture en langue anglaise et calcul, mais propose également un enseignement en Français, en grammaire anglaise en musique et en art. Les cours se déroulent à son domicile,.

## Le procès contre Huey Long

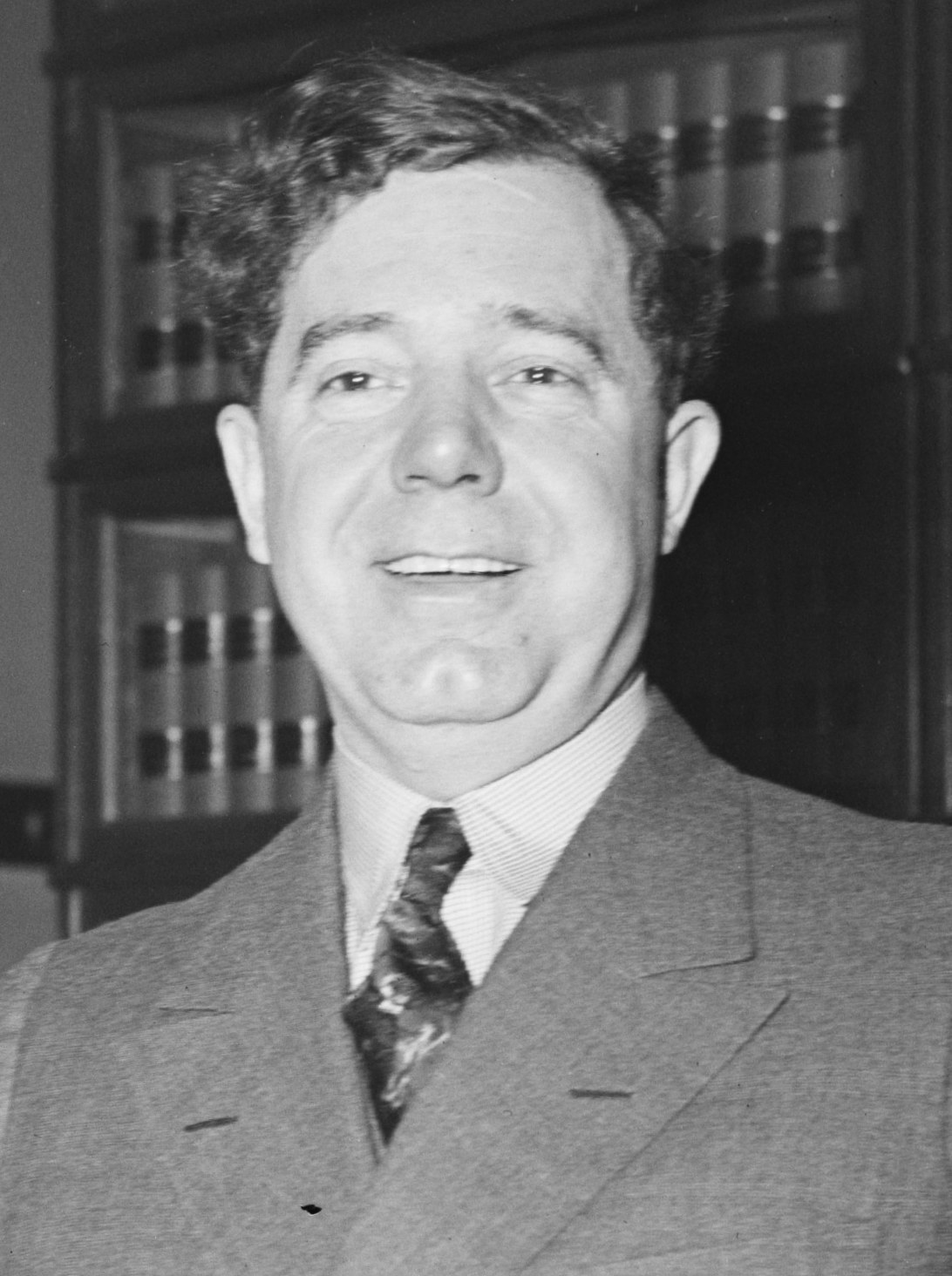
Le sénateur Huey P. Long au Capitole en avril 1935, peu avant son assassinat.

Anne Pleasant est connue pour s'être opposée au politicien démocrate Huey Long. Surnommé « The King Fish », ce dernier a été gouverneur de l'État de Louisiane de 1928 à 1932. Il a soutenu son successeur à ce poste et ami d'enfance Oscar K. Allen, alors qu'il était élu au sénat.
En 1933, Anne Pleasant fait la une des journaux nationaux lorsqu'elle poursuit Long en justice, alléguant qu'alors qu'elle enquêtait sur des documents sur le népotisme et « l'utilisation douteuse » des fonds publics des institutions gouvernementales, elle a été expulsée du palais de justice, arrêtée et calomniée : Huey Long l'a traitée de femme ivre et médisante,. Initialement, elle demande 250 000 $, de dommages et intérêts mais elle double le montant, lorsqu'elle a senti que la partie adverse a essayé de l'intimider,. Huey Long a tenté de faire classer l'affaire au motif qu'en vertu de la loi de la Louisiane, Pleasant ne pouvait pas intenter une action en justice en son propre nom, car selon la loi sur la propriété de la communauté (ou coverture) de l'État, la poursuite ne serait recevable que si elle était déposée au nom de son mari. Le juge de district W. Carruth Jones a rejeté l'argument au motif que des cas similaires ont été portés devant la Cour suprême.

## Mort et héritage
Pleasant meurt prématurément le 13 septembre 1934 après avoir accidentellement bu un antiseptique, pensant qu'il s'agissait d'un médicament. Elle est enterrée dans le cimetière Forest Park Cemetery de Shreveport.
Si ce décès met fin aux poursuites contre Huey Long, son mari est l'un des cofondateurs d'une organisation paramilitaire, la Square Deal Association à l'origine de la révolte du 25 janvier 1935 dans la Paroisse de Bâton-rouge Est,. Cette révolte est motivée par les projets de loi déposés au parlement de l'État de Louisiane par des soutiens de Huey Long pour augmenter les pouvoirs du gouverneur au détriment des circonscriptions locales.
Ruffin Pleasant a également repris l'exploitation de Pleasant Hall et l'a dirigé jusqu'à sa mort en 1937.
Ensuite sa belle-sœur, Lucille Johnson, reprend la direction de l'école, laquelle a continué à fonctionner jusque dans les années 1970 et a maintenu une réputation pour son niveau d'éducation élevé en arts libéraux. La maison où se trouvait l'école est signalée par une plaque, comme le dernier domicile du gouverneur Pleasant.